# Pietro Frua

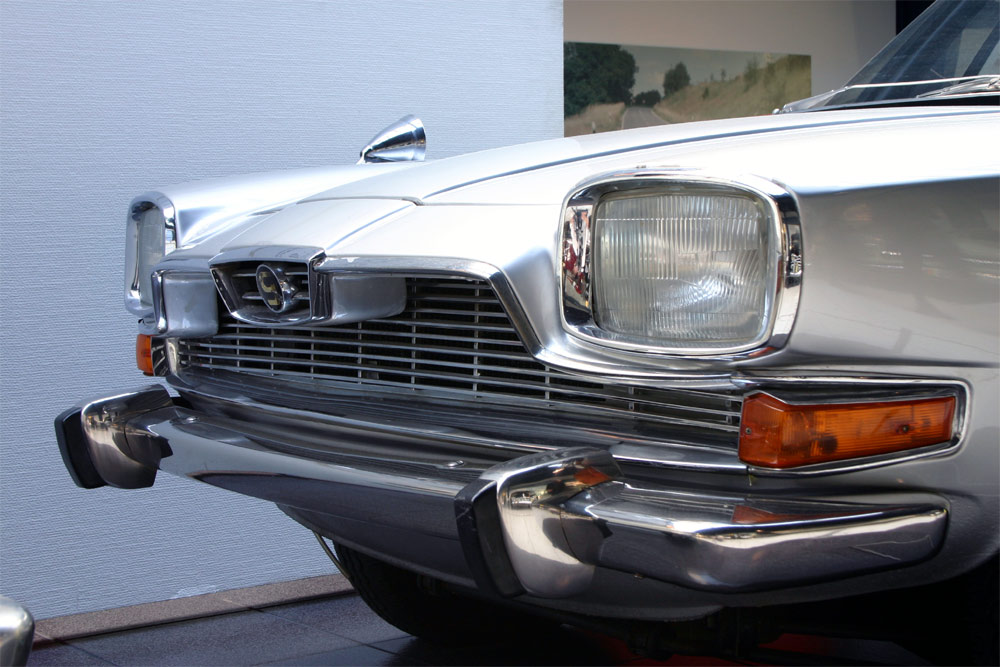
Frua-Design: Glas 2600 V8 (Glaserati)

Pietro Frua (* 2. Mai 1913 in Turin; † 28. Juni 1983 ebenda) war ein italienischer Automobildesigner. Er gestaltete über 210 Fahrzeuge, unter anderem für mehrere deutsche Serienhersteller, und hatte wesentlichen Einfluss auf die Entwicklung des Automobildesigns vor allem in den 1960er-Jahren.

## Ausbildung und erste Selbstständigkeit
Frua erlernte bei Fiat den Beruf des technischen Zeichners. Auch sein Vater, Carl Frua, arbeitete bei Fiat im Bereich Karosseriebau. 1930 wechselte Frua zum damals namhaften Karosseriebauer Stabilimenti Farina, wo er im Alter von 22 Jahren zum Leiter der Designabteilung ernannt wurde. Der Firmenchef, Attilo Farina, kündigte ihm 1937 im Streit und machte Giovanni Michelotti zu seinem Nachfolger. Michelotti und Frua blieben gleichwohl durch eine enge, lebenslange Freundschaft miteinander verbunden.
Frua machte sich daraufhin als Designberater selbstständig. In der Kriegszeit musste er seinen Lebensunterhalt mit verschiedenen Designarbeiten außerhalb des Automobilbaus verdienen. Bereits 1944 gründete er in einer ausgebombten Fabrik die „Carrozzeria Pietro Frua“, um Karosserien für exklusive Automobile zu entwerfen und in Kleinserien auch selbst herzustellen. Sein erster Auftrag 1946 war der Fiat 1100 A Sport Barchetta. Danach folgten mehrere Aufträge für Maserati, unter anderem der Maserati A6G, sowie für andere italienische Autohersteller.

## Verkauf an Ghia
1957 verkaufte Frua sein kleines Unternehmen an die ebenfalls in Turin ansässige Carrozzeria Ghia. Der Chef von Ghia, Luigi Segre, ernannte ihn zum Leiter der Designabteilung. Der erfolgreiche Renault Floride entstand in dieser Zeit. Über die Urheberschaft am Entwurf zu diesem Fahrzeug ergab sich ein Streit mit Luigi Segre. Frua kündigte daraufhin noch im selben Jahr und gründete 1958 unter dem Namen „Studio Technico Pietro Frua“ erneut sein eigenes Designbüro.

## Zweite Selbstständigkeit
Die folgenden Jahre waren sehr erfolgreich für Frua. Zunächst unterstützte er Pelle Petterson beim Entwurf des Volvo P1800. Außerdem arbeitete er für den schweizerischen Karosseriebauer Carrosserie Ghia, der zuvor zur italienischen Carrozzeria Ghia gehört hatte, aber inzwischen selbstständig war. Auch mit Kleinwagen beschäftigte er sich. So entwarf er für Borgward auf Basis des Lloyd Alexander mit dem Lloyd Alexander Frua ein ausgefallenes Coupé.
1963 begann seine Zusammenarbeit mit dem in Dingolfing beheimateten Automobilhersteller Glas. Die Limousine Glas 1700 sowie der elegante Zweitürer Glas GT und später der große Glas V8 entstammten seiner Feder. In derselben Zeit entstanden auch der Maserati Mistral und die erste Serie des Maserati Quattroporte sowie dessen potentieller Nachfolger AM121. Weitere exklusive Fahrzeuge entwarf er in den 1960er-Jahren für den englischen Kleinserienhersteller AC (428 und 429) sowie für den Schweizer Autobauer Monteverdi (High Speed 375 S und High Speed 375 L). Nach der Übernahme von Glas durch BMW versuchte er vergeblich, auch mit BMW eine Geschäftsbeziehung aufzubauen. Seine gestalterischen Einflüsse kann man an zahlreichen BMW-Modellen aus jener Zeit und danach erkennen. In den letzten Jahren schuf Frua in erster Linie Einzelstücke, die auf Kundenwunsch entstanden oder als Designvorschläge das Ziel verfolgten, Automobilwerke für Frua-Entwürfe zu interessieren. Hierzu gehörte unter anderem der Lamborghini Faena, eines der letzten Fahrzeuge, die Frua fertigstellte.
Weniger bekannt, aber ebenso interessant sind Einzelanfertigungen, die Anfang der 1970er-Jahre entstanden, sowie zum Beispiel der Ford Escort GT „Monte Carlo“ oder der Ford Mexico GT Frua. Diese Fahrzeuge waren eher als Stilstudien einzustufen, waren aber beliebte Attraktionen beim Pariser und Genfer Autosalon.

## Lebensabend
In den 1970er-Jahren wurde es ruhiger, auch weil der Markt für exklusive und mit viel Handarbeit gefertigte Autos immer kleiner wurde. 1982 erkrankte Pietro Frua an Krebs. Noch kurz vor seinem Tod am 28. Juni 1983 heiratete er seine langjährige Assistentin „Gina“ Bussolino.

## Galerie: Fahrzeuge mit Frua-Design

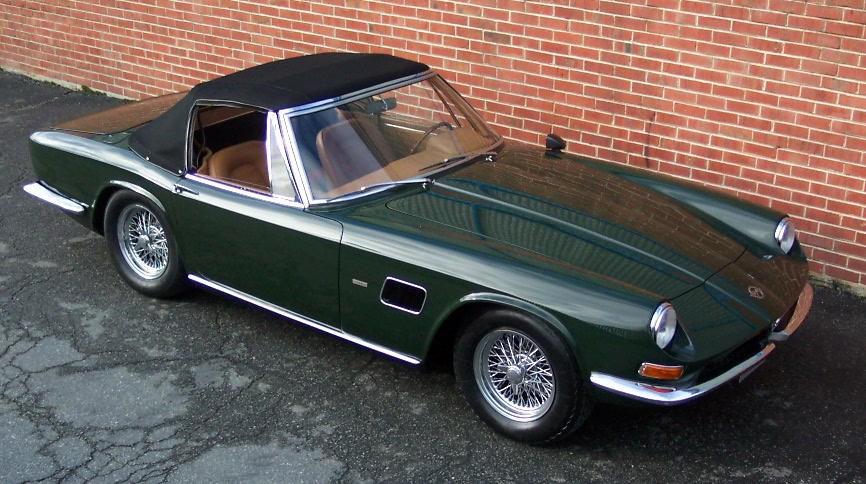
AC 428
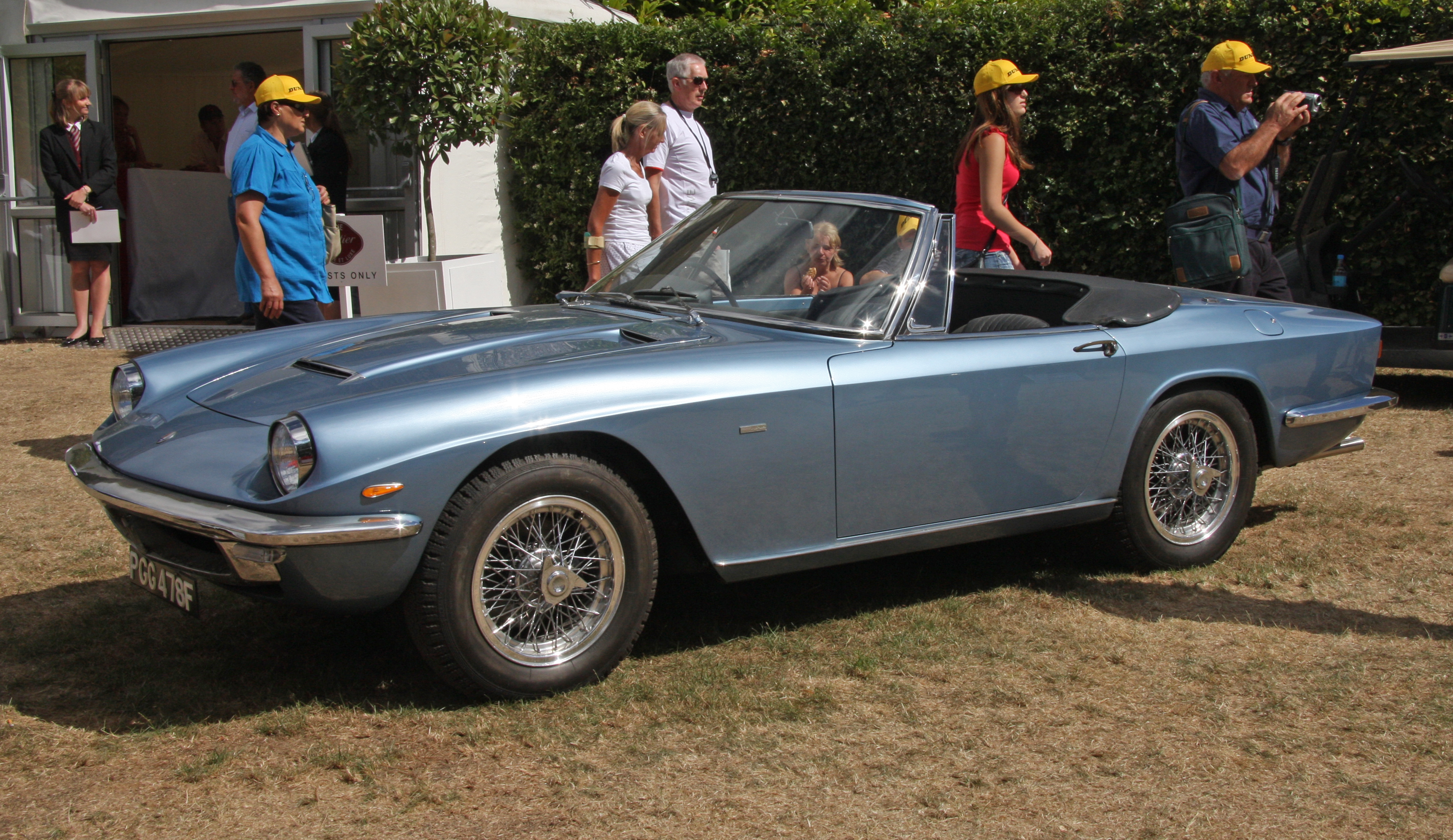
Maserati Mistral
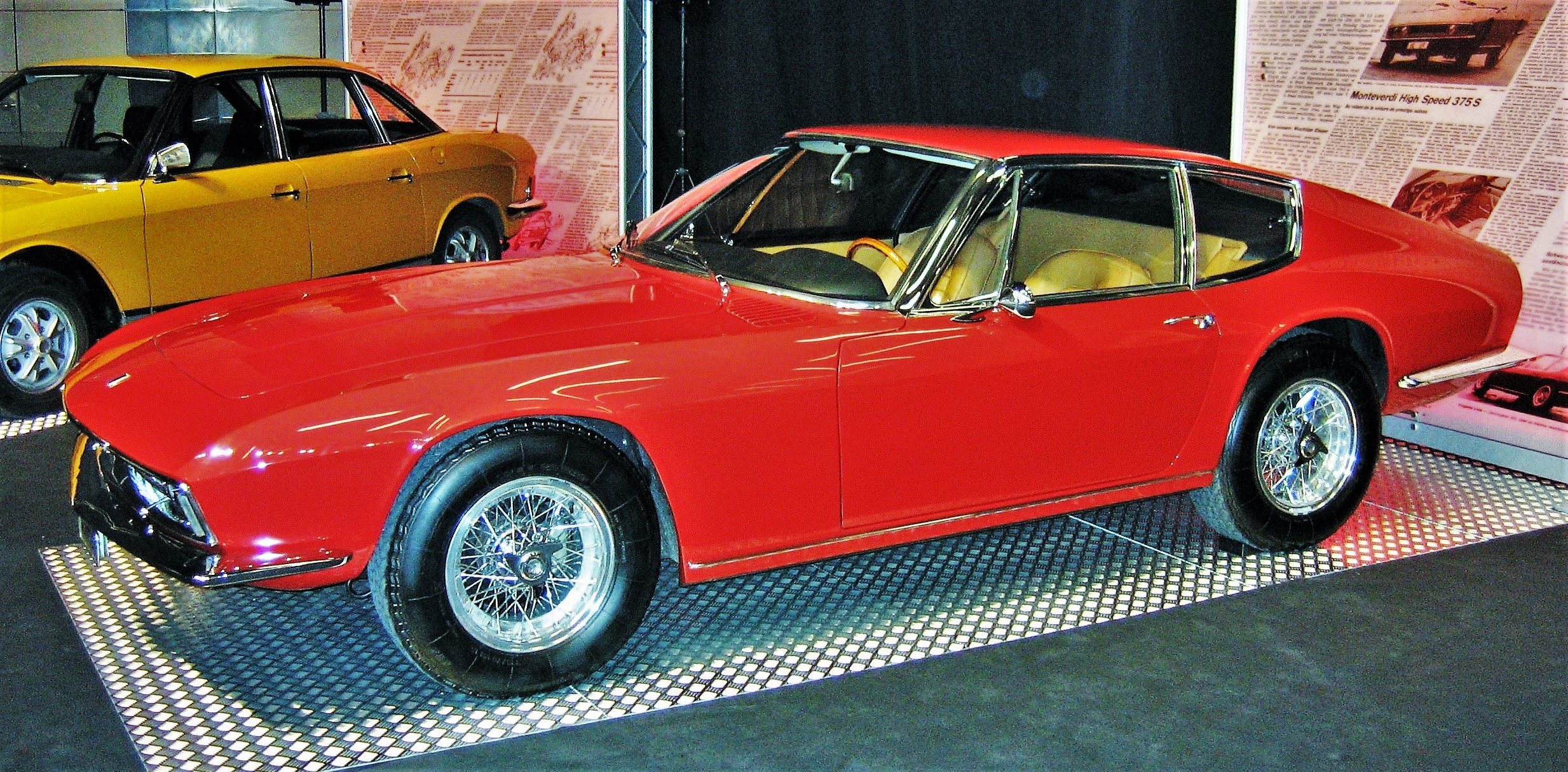
Monteverdi High Speed 375 S
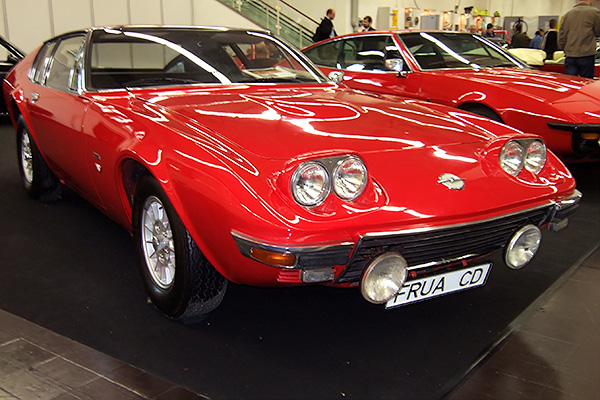
Prototyp des Frua CD, der auf der IAA 1970 vorgestellt wurde
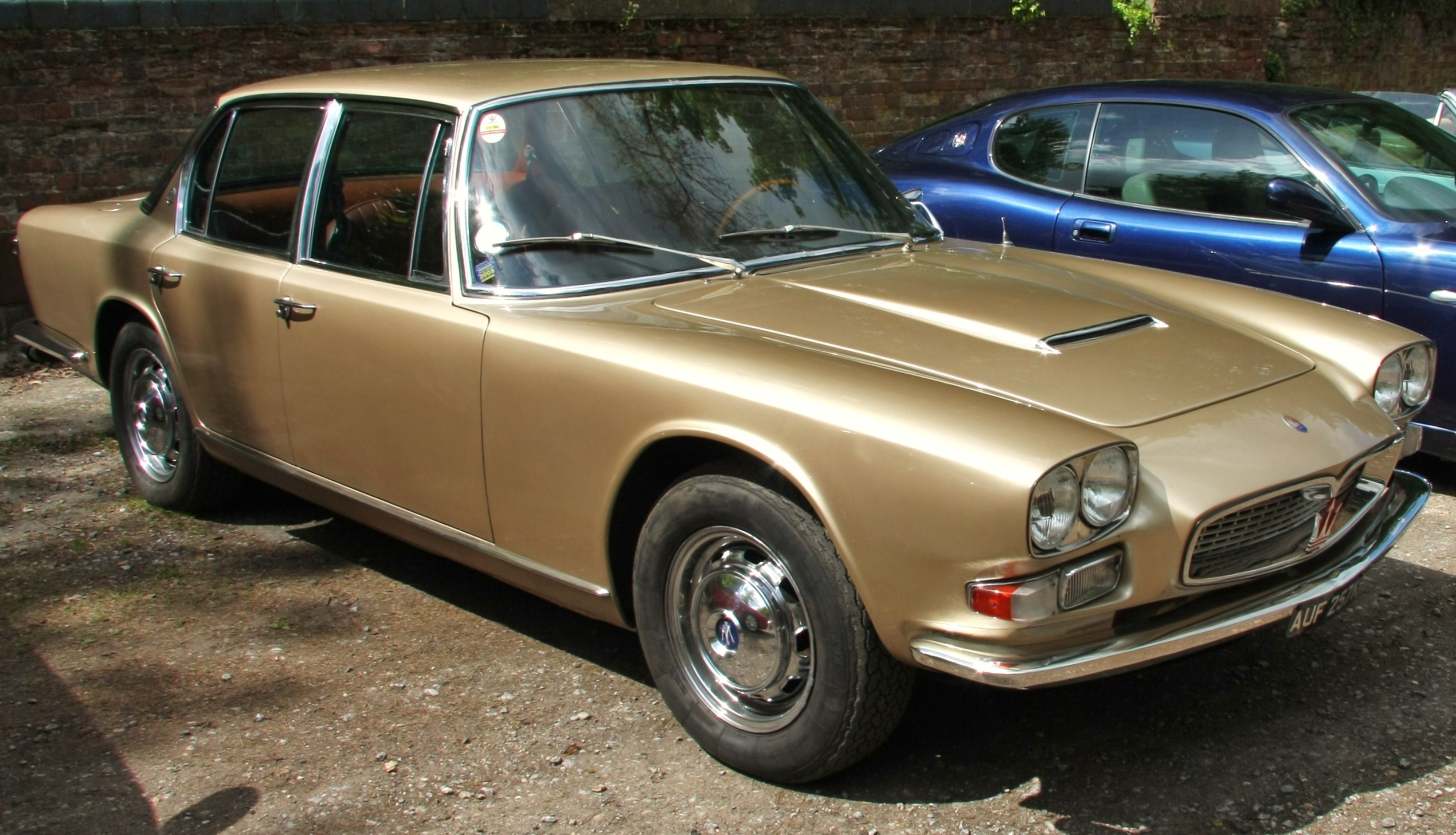
Maserati Quattroporte I
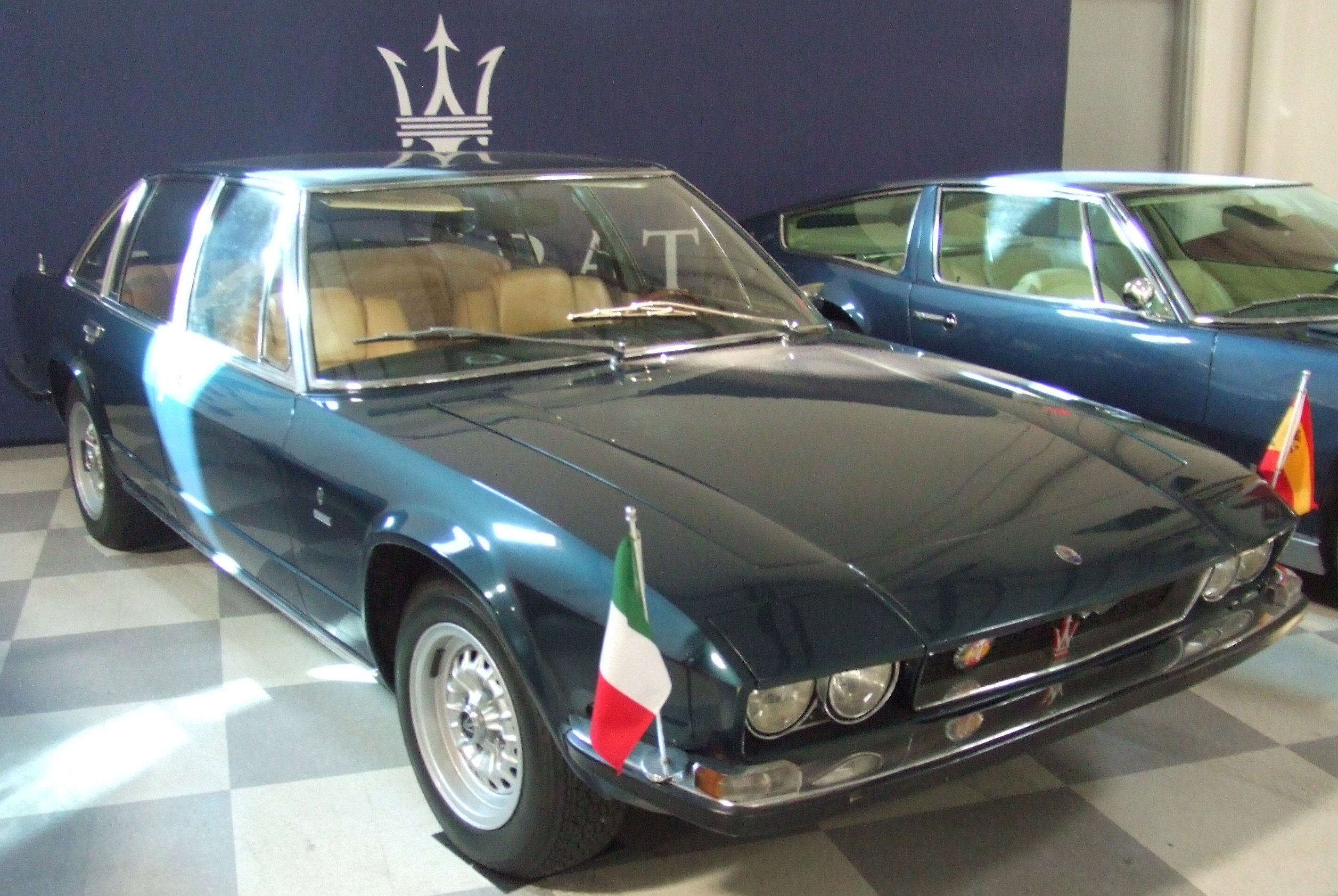
Maserati Quattroporte „Aga Khan“
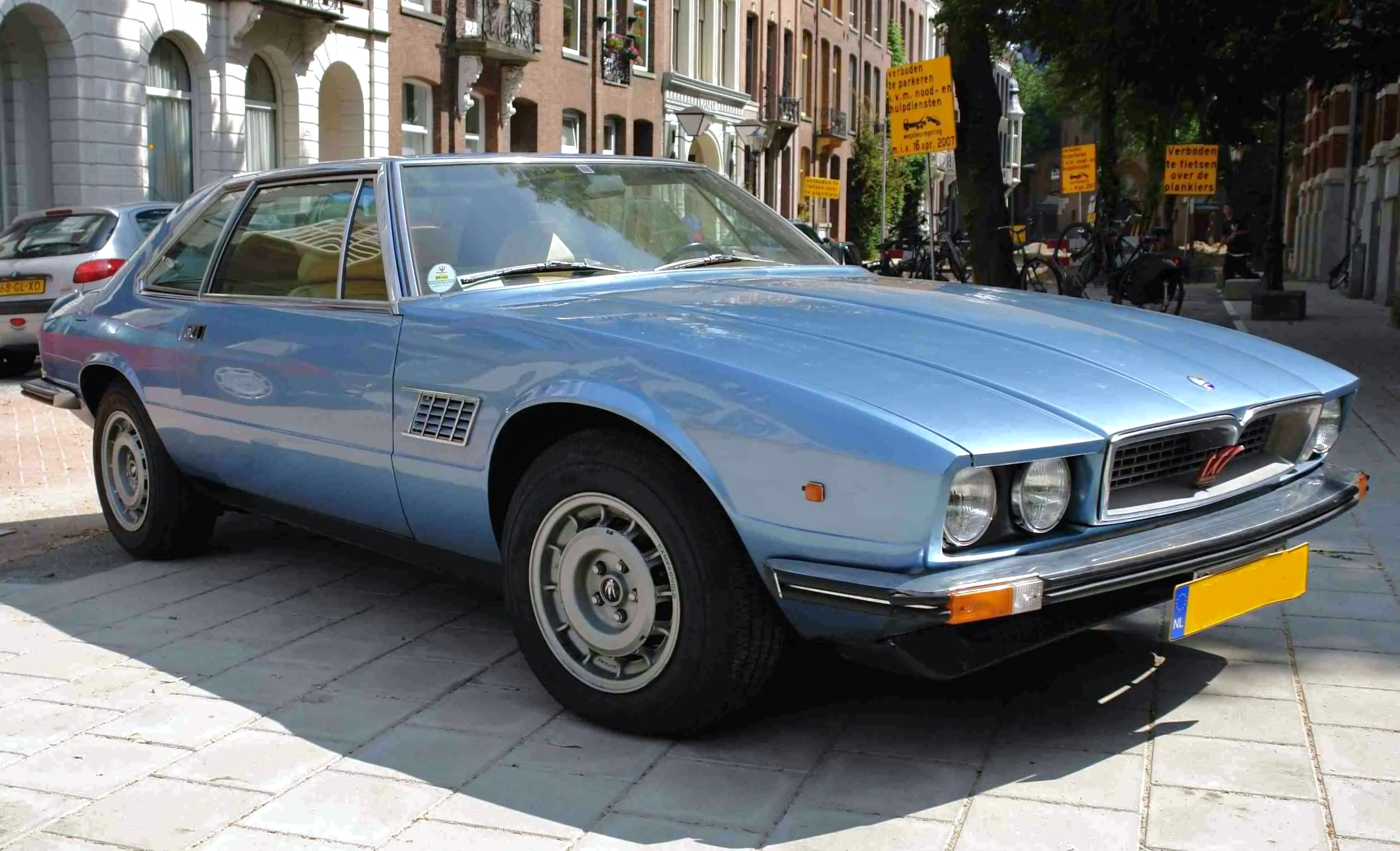
Maserati Kyalami
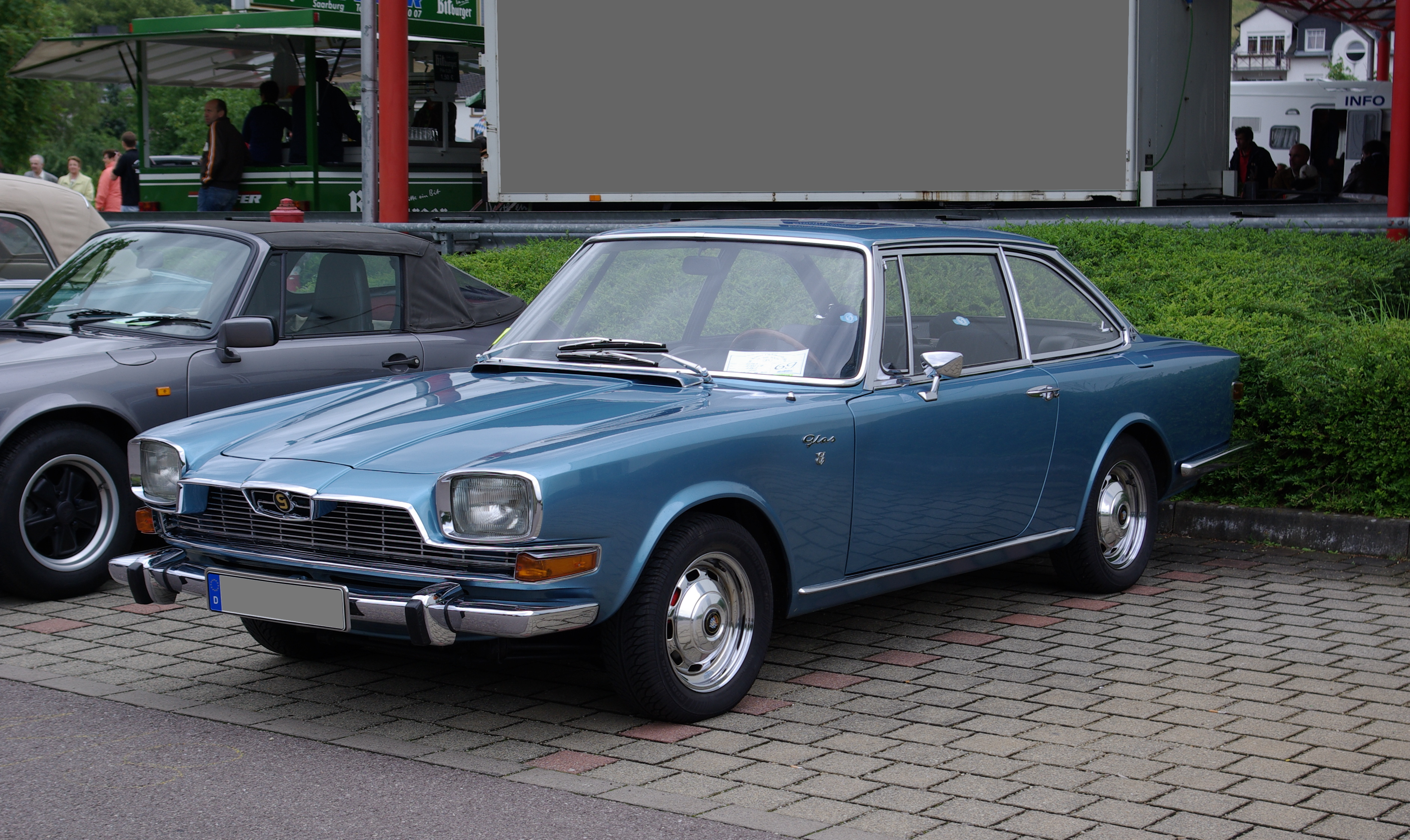
Glas V8
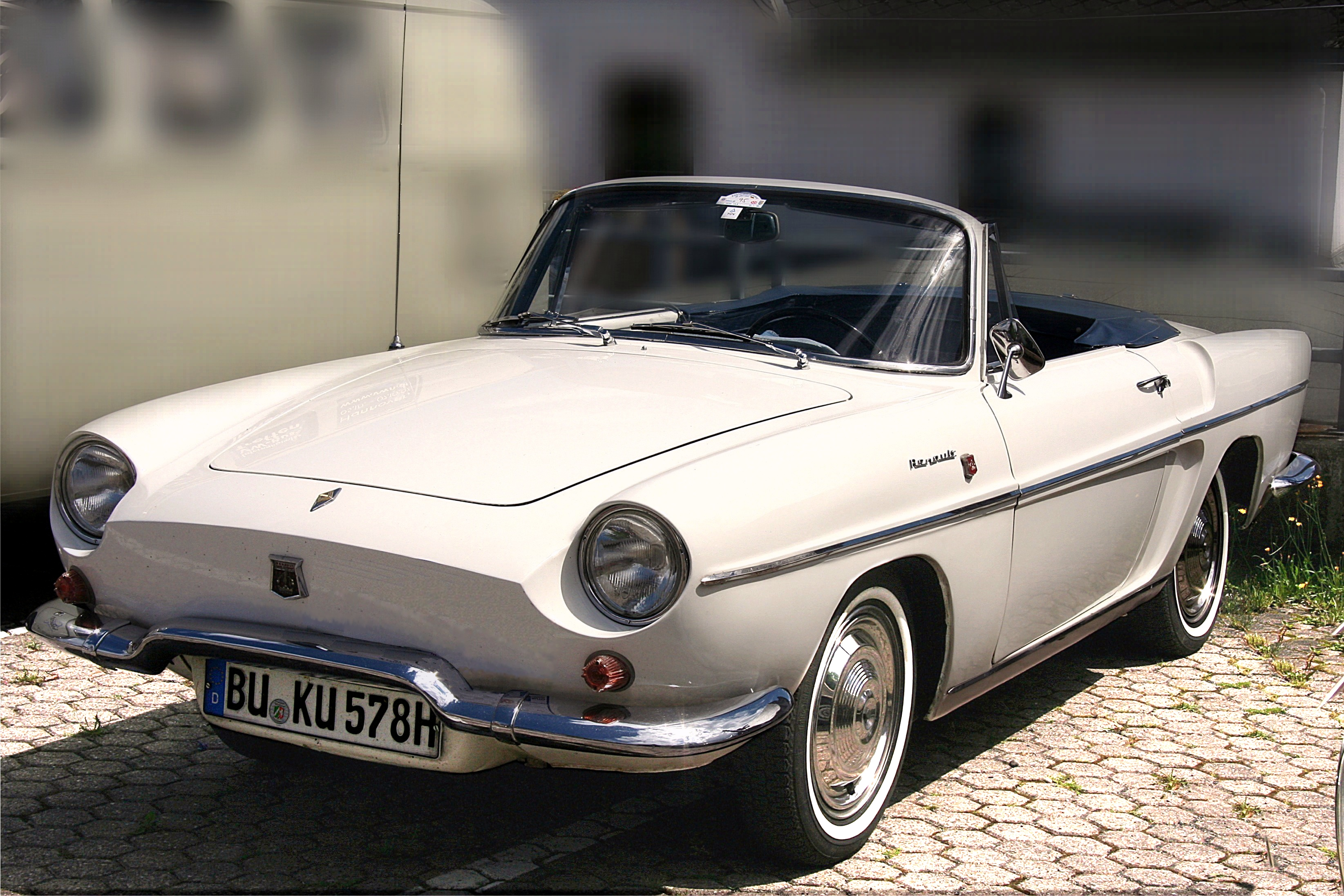
Renault Floride
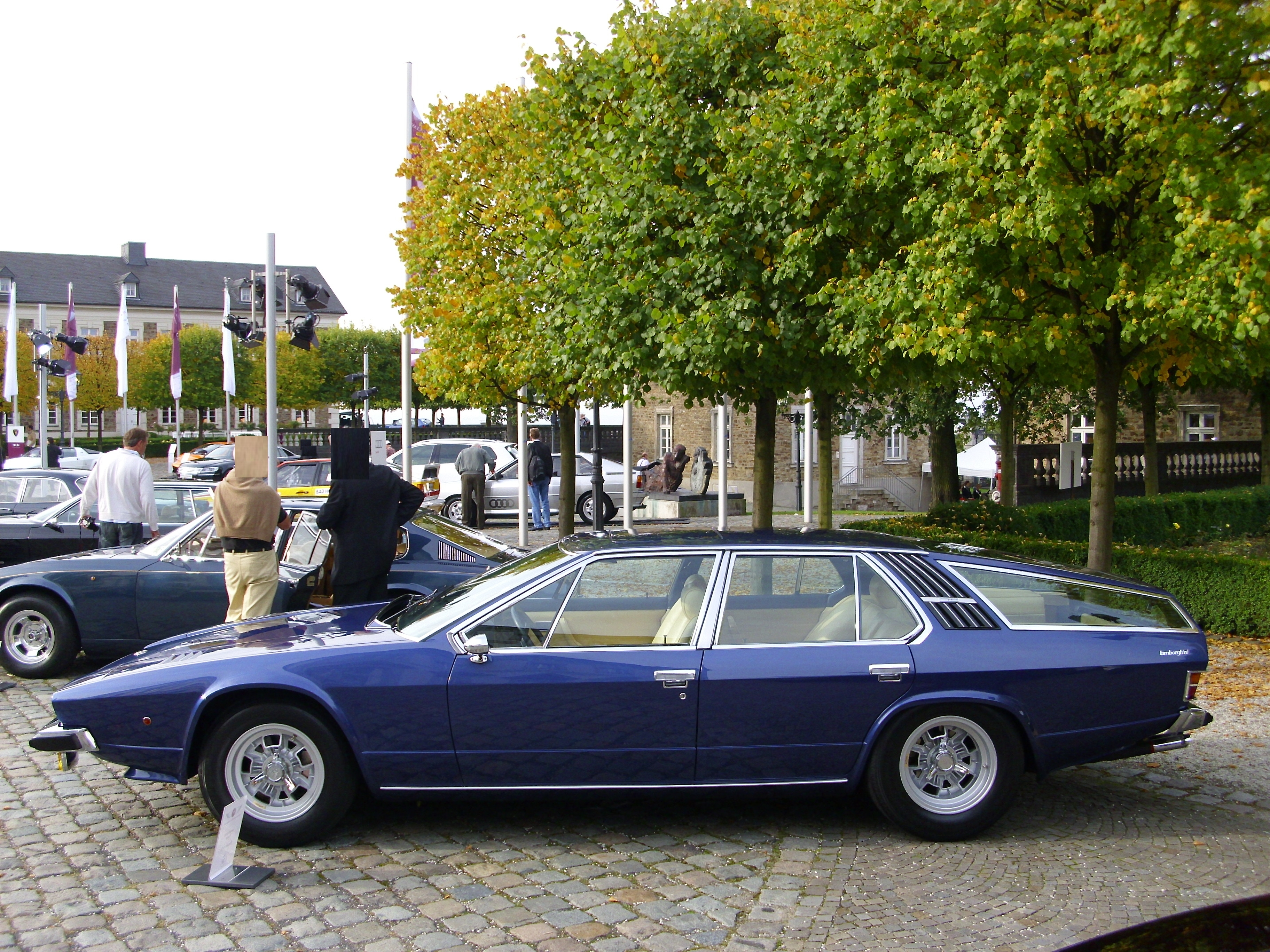
Lamborghini Faena